# Rocinela satagia
Rocinela satagia är en kräftdjursart som beskrevs av Bruce 2009. Rocinela satagia ingår i släktet Rocinela och familjen Aegidae.
Artens utbredningsområde är havet kring Nya Zeeland. Inga underarter finns listade i Catalogue of Life.